# ماریانو سانچس مارتینس
ماریانو سانچس مارتینس (اسپانیایی: Mariano Sánchez Martinez‎؛ زادهٔ ۱ فوریهٔ ۱۹۵۹) دوچرخه‌سوار اهل اسپانیا است. وی در مسابقات تور دو فرانس شرکت کرده است.